# Jirō Satō
Jirō Satō (jap. 佐藤次郎 Satō Jirō; ur. 5 stycznia 1908 w prefekturze Gunma, zm. 5 kwietnia 1934 w cieśninie Malakka) – japoński tenisista, reprezentant w Pucharze Davisa.

## Kariera tenisowa
Satō był czołowym zawodnikiem świata na początku lat 30. XX w. i jednym z najlepszych graczy w historii tenisa japońskiego. Dwukrotnie docierał do półfinału Wimbledonu – w 1932 pokonał w ćwierćfinale obrońcę tytułu Sidneya Wooda 7:5, 7:5, 2:6, 6:4, by odpaść z Bunnym Austinem 5:7, 2:6, 1:6, natomiast w 1933 w ćwierćfinale zrewanżował się Austinowi (7:5, 6:3, 2:6, 2:6, 6:2), a uległ w czterech setach zmierzającemu po końcowe zwycięstwo Jackowi Crawfordowi (3:6, 4:6, 6:2, 4:6). Był też w dwóch półfinałach mistrzostw Francji (1931, porażka z Jeanem Borotrą 8:10, 6:2, 7:5, 1:6, 2:6; 1933, zwycięstwo w ćwierćfinale nad Fredem Perrym 1:6, 7:5, 6:4, 2:6, 6:2, porażka z Crawfordem 0:6, 2:6, 2:6). W 1932 na półfinale zakończył udział w mistrzostwach Australii (porażka z Harrym Hopmanem 6:0, 2:6, 3:6, 6:4, 4:6).
Satō odnosił również sukcesy w grze podwójnej i mieszanej. W 1933 był w finale Wimbledonu w parze z rodakiem Ryōsuke Nunoi (Japończycy ulegli Borotrze i Brugnonowi 6:4, 3:6, 3:6, 5:7), a w 1932 w finale mistrzostw Australii w parze z Meryl O’Hara Wood (przegrali z małżeństwem Jackiem i Marjorie Crawford 8:6, 6:8, 3:6).
W latach 1931–1933 Satō regularnie – jako singlista i deblista – bronił barw Japonii w Pucharze Davisa. Był głównym autorem trzykrotnego awansu Japonii do półfinału strefy europejskiej, mając na koncie m.in. zwycięstwo nad wiodącym tenisistą niemieckim Gottfriedem von Crammem. W 1933 w przegranym meczu z Australią Sato pokonał Crawforda, a uległ Vivianowi McGrathowi i w deblu – w parze z Nunoi – Crawfordowi i Quistowi. Wszystkie mecze kończyły się w pięciu setach.
Spotkanie z Australią było ostatnim występem daviscupowym Jirō Satō. W kwietniu 1934 japoński tenisista zmarł śmiercią samobójczą – nie mogąc znieść presji oczekiwań w stosunku do jego gry rzucił się do morza w czasie podróży statkiem na mecz Pucharu Davisa z Wielką Brytanią. W liście pożegnalnym wziął również na siebie odpowiedzialność za porażkę Japonii z Australijczykami w Pucharze Davisa we wspomnianym meczu rok wcześniej.

### Finały w turniejach wielkoszlemowych

#### Gra podwójna (0–1)
| Końcowy wynik | Nr | Data | Turniej           | Nawierzchnia | Partner       | Przeciwnicy                  | Wynik finału       |
| ------------- | -- | ---- | ----------------- | ------------ | ------------- | ---------------------------- | ------------------ |
| Finalista     | 1. | 1933 | Wimbledon, Londyn | Trawiasta    | Ryōsuke Nunoi | Jean Borotra Jacques Brugnon | 6:4, 3:6, 3:6, 5:7 |

#### Gra mieszana (0–1)
| Końcowy wynik | Nr | Data | Turniej                            | Nawierzchnia | Partnerka         | Przeciwnicy                         | Wynik finału  |
| ------------- | -- | ---- | ---------------------------------- | ------------ | ----------------- | ----------------------------------- | ------------- |
| Finalista     | 1. | 1932 | Australian Championships, Adelaide | Trawiasta    | Meryl O’Hara Wood | Marjorie Cox Crawford Jack Crawford | 8:6, 6:8, 3:6 |